# 氨基茚满
氨基茚满（缩写AI）是一类茚满衍生物，通常指单氨基茚满，分子式C
9H
11N，有：
- 1-氨基茚满，CAS号：34698-41-4
- 2-氨基茚满，CAS号：2975-41-9
- 4-氨基茚满，CAS号：32202-61-2
- 5-氨基茚满，CAS号：24425-40-9

|  | 这个同类索引页列出了具有相同或相似标题的化学条目。 除非您是有意链接至本页，否则应将相应条目的内部链接指向正确的条目。 |